# Кузьменко, Михаил Андреевич
Михаи́л Андре́евич Кузьме́нко (13 ноября 1923, Поддубновка, Воронежская губерния — 17 сентября 1983, Воронежская область) — советский военнослужащий, участник Великой Отечественной войны, полный кавалер ордена Славы, командир отделения минометной роты 44-го гвардейского стрелкового полка 15-й гвардейской стрелковой дивизии 5-й гвардейской армии 1-го Украинского фронта, гвардии сержант — на момент представления к награждению орденом Славы 1-й степени.

## Биография
Родился 13 ноября 1923 года на хуторе Поддубновка (ныне — Россошанского района Воронежской области). Украинец. Окончил 3 класса в селе Криничное Россошанского района. Работал в колхозе.
В Красной Армии и на фронте в Великую Отечественную войну с сентября 1942 года. Был зачислен в минометчики. Сражался на 3-м и 1-м Украинских фронтах. Принимал участие в Сталинградской и Курской битвах, в освобождении Украины, Молдавии, Польши, Чехословакии, в боях на территории Германии.
Наводчик минометной роты 44-го гвардейского стрелкового полка гвардии младший сержант Михаил Кузьменко 28 марта 1944 года в бою у села Ингулец при отражении вражеской контратаки из автомата поразил свыше десяти пехотинцев и подавил огневую точку.
Приказом по 15-й гвардейской стрелковой дивизии от 19 апреля 1944 года за мужество и отвагу, проявленные в боях, гвардии младший сержант Кузьменко Михаил Андреевич награждён орденом Славы 3-й степени.
Командир отделения минометной роты в составе 44-го гвардейского стрелкового полка гвардии сержант Михаил Кузьменко в наступательном бою 12 января 1945 года в районе населенного пункта Шегмен на сандомирском плацдарме, находясь в боевых порядках пехоты, уничтожил два пулемета, чем обеспечил успешное продвижение стрелковых подразделений. Преследуя отступающего противника, точным огнём накрыл четыре повозки с боеприпасами, мотоцикл, а также одного солдата захватил в плен. Приказом по 5-й гвардейской армии от 16 февраля 1945 года за мужество и отвагу, проявленные в боях, гвардии сержант Кузьменко Михаил Андреевич награждён орденом Славы 2-й степени.
В период наступательных боев 16-24 января 1945 года в районе города Эльстерверд Михаил Кузьменко, действуя с отделением в боевых порядках пехоты, огнём из минометов поддерживал наступающие подразделения. За пять дней боев огнём из миномета поразил до взвода противников и четыре пулемета.
Указом Президиума Верховного Совета СССР от 27 июня 1945 года за образцовое выполнение заданий командования в боях с немецко-вражескими захватчиками гвардии сержант Кузьменко Михаил Андреевич награждён орденом Славы 1-й степени, став полным кавалером ордена Славы.
9 мая 1945 года война для Михаила Кузьменко не закончилась. Он ещё целую неделю воевал с гитлеровцами, отказавшимися сложить оружие.
Участник исторического Парада Победы 24 июня 1945 года в Москве на Красной площади.
В 1945 году стал членом ВКП/КПСС. После войны некоторое время продолжал службу в Вооруженных Силах СССР. В 1947 году гвардии сержант М. А. Кузьменко демобилизован. Жил в селе Ново-Троицкое Россошанского района Воронежской области, на родине жены. Работал плотником при ферме в колхозе. Скончался 17 сентября 1983 года.

### Семья
У Михаила Кузьменко был брат-близнец Дмитрий, с которым он был призван в Красную Армию и прошел с ним всю войну; Дмитрий награждён орденом Красного Знамени, орденом Славы 3-й степени, двумя медалями «За отвагу», после войны — колхозный бригадир, заведующий молочной фермой.

## Награды
- ордена Славы 1-й, 2-й[3] и 3-й[4] степени, медалями.

## Память
На здании школы села Криничное Россошанского района Воронежской области, в которой учился М. А. Кузьменко, установлена мемориальная доска.
На мемориальной доске указана другая дата рождения — 13 апреля 1923 года.